# Mingoué
Mingoué är ett vattendrag i Gabon, ett biflöde till Ogooué. Det rinner genom provinserna Ngounié och Moyen-Ogooué, i den centrala delen av landet, 220 km öster om huvudstaden Libreville.